# Saint-Céneri-le-Gérei
Saint-Céneri-le-Gérei är en kommun i departementet Orne i regionen Normandie i nordvästra Frankrike. Kommunen ligger i kantonen Alençon 1er Canton som tillhör arrondissementet Alençon. År 2022 hade Saint-Céneri-le-Gérei 112 invånare.

## Befolkningsutveckling
Antalet invånare i kommunen Saint-Céneri-le-Gérei
| Referens: INSEE |